# الكلية التقنية بالخرج

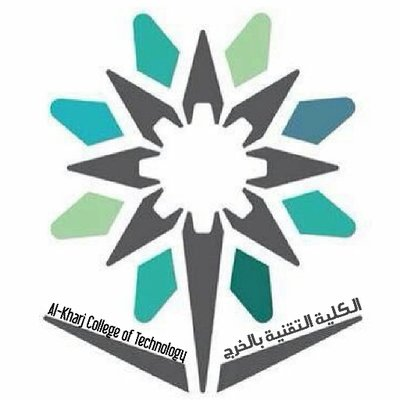

الكلية التقنية بالخرج هي إحدى كليات المؤسسة العامة للتدريب التقني والمهني وقد تأسست في العام 1423 هـ الموافق لعام 2002 م، وتقع في محافظة الخرج. كما يوجد للكلية فرع في حوطة بني تميم، وتقدم الكلية المجال لدراسة عدة تخصصات متعلقة بالمجال التقنية والمهني. وقد حصلت الكلية على الاعتماد المؤسسي من مجلس الاعتماد الأكاديمي للتدريب والتعليم المستمر في الولايات المتحدة الأمريكية (ACCET),  كما تلى ذلك حصول الكلية على الإعتماد المؤسسي الكامل من هيئة التقويم والتدريب عام 2024م وتحتوي الكلية على مركز للموهوبين حيث يشكل محورًا لاكتشاف المواهب لدى المتدربين وتطويرها. تستقبل الكلية خريجي المعهد المهني الثانوي بالخرج وخريجي الثانويات العامة. وتمنح خريجها درجة الدبلوم في مختلف التخصصات المتاحة. وتقام فيها دورات وورش عمل لعدة جهات مختلفة.

## الاقسام التدريبية
تتنوع التخصصات التدريبية في الكلية والتي تقدمها في درجة الدبلوم، حيث تقدم هذه التخصصات في بيئة تدريبية مناسبة إذ تضم مجموعة من الورش والمعامل والقاعات التي تساعد المتدرب على تلقي المعلومة في بيئة ملائمة لتخصصه. وتشمل التخصصات على سبيل المثال الدعم الفني والشبكات في مجال الحاسب الالي مرورًا بتخصص الالآت في مجال الميكانيكا وانتهاءا بتخصص المحاسبة في مجال التقنية الادارية. كما تحتوى الكلية على مرافق أخرى مساندة للتدريب وخدمة المجتمع.

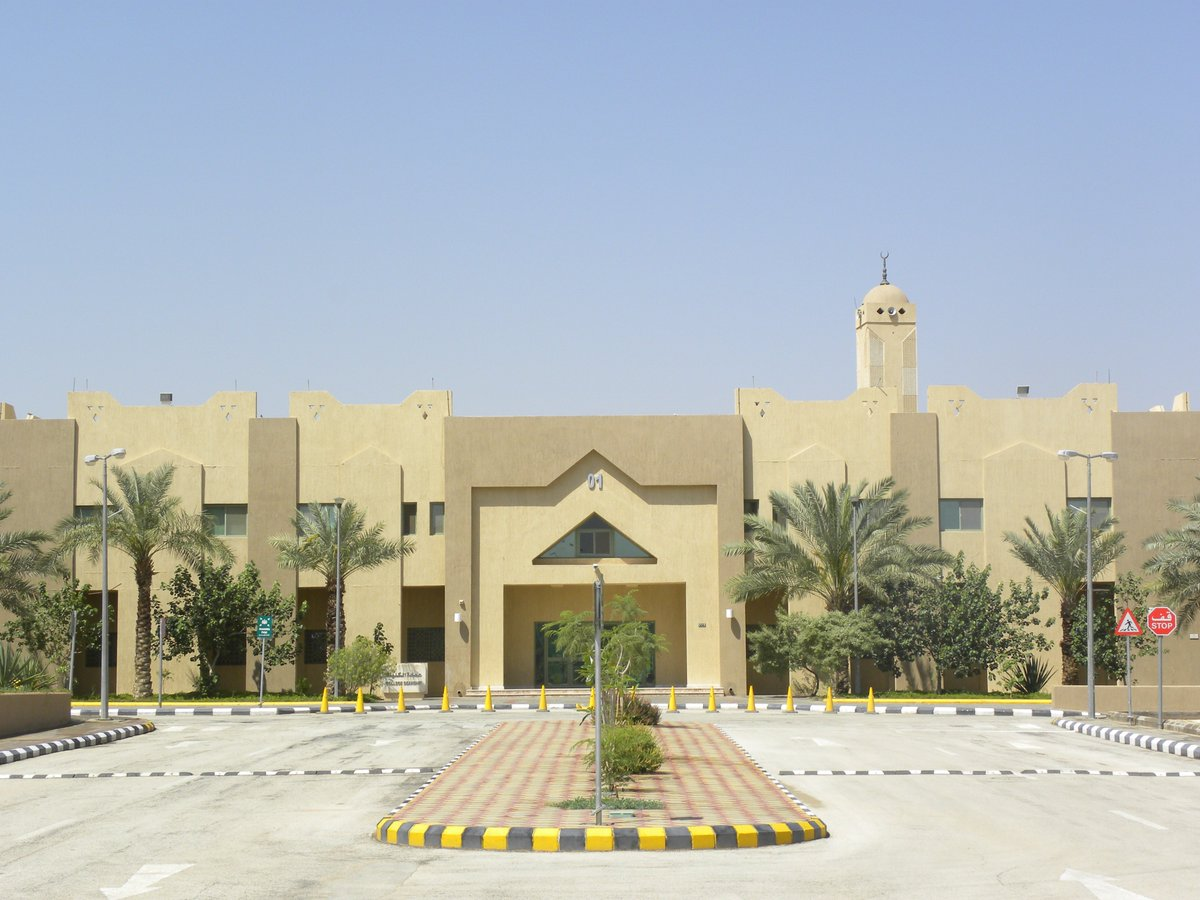
الكلية التقنية بالخرج

### قسم تقنية المعلومات
يعد قسم الحاسب الآلي واحدًا من أكبر الأقسام التدريبية في الكلية وقد تم انشاءه منذ تأسيس الكلية، ويندرج تحته عدة تخصصات مثل الدعم الفني والشبكات. يهدف القسم إلى تزويد سوق العمل بكوادر فنية متخصصة في الحاسب الآلي من حيث دراسة مكوناته وصيانته ومعرفة التطورات المتتالية في هذا المجال حيث تتم عملية التدريب في القاعات والمعامل والورش المخصصة للقسم.

### قسم التقنية الكهربائية
يعد قسم التقنية الكهربائية أحد الاقسام المختصة بعدة تخصصات مثل تخصص قوى كهربائية حيث يضم هذا التخصص دراسة نظم توليد الطاقة الحديثة وتحليل وفحص الشبكات الكهربائية ذات الجهد العالي والمتوسط والمنخفض، وتنفيذ التمديدات الكهربائية داخل المنشآت الصناعية والوحدات السكنية، وإكساب المتدرب مهارات فنية في مجال توليد ونقل وتوزيع الطاقة الكهربائية، ودراسة أداء محطات القدرة الكهربائية والتشغيل الاقتصادي لها، ودراسة أداء محطات القدرة الكهربائية والتشغيل الاقتصادي لها، ودراسة أسس الحماية والتحكم في نظم القوى الكهربائية، تحديد الأعطال الكهربائية والصيانة الوقائية، وتطبيق إجراءات السلامة. كما يضم القسم تخصص الالآت والمعدات الكهربائية والذي يتم فيه التدريب على المهارات المتعلقة بدراسة الأسس والنظم النظرية والتطبيقية المستخدمة في صيانة الآلات الكهربائية وإعادة لف المحركات الكهربائية، دراسة قواعد الأمن والسلامة عند استخدام المعدات الكهربائية، القدرة على قراءة الرسوم الفنية ومستندات التوصيل وتفسيرها وكيفية اختيار العدد والأجهزة المستخدمة وتحديد خطوات العمل الضرورية، فحص دوائر التشغيل والتحكم لمجموعة من الآلات الكهربائية المترابطة، دراسة أنظمة التحكم والوقاية الحديثة للآلات الكهربائية، إعداد وتنفيذ برنامج التحكم المنطقي المبرمج في العمليات الصناعية، فحص الأداء الوظيفي المفرد والشامل لمجموعة من الآلات والمعدات الكهربائية التي تشترك في عملية صناعية متكاملة.

### قسم التقنية الالكترونية
يطمح القسم إلى تخريج كوادر فنية متخصصة إذ يقدم القسم المجال لدراسة تخصص إلكترونيات صناعية وتحكم، حيث يتضمن البرنامج التدريب على المهارات الأساسية في في الحاسب والهندسة الكهربائية بالإضافة إلى المهارات التخصصية في مجال الالكترونيات مثل العناصر الالكترونية والدوائر المنطقية، والدوائر الالكترونية، والكترونيات القوى، وأنظمة التحكم وتحليلها وكذلك استخدام الحاسب بالنظم ودراسة أجهزة القياسات ودراسة الحاكمات القابلة للبرمجة ولغاتها وتطبيقاتها والحاسبات والمعالجات الدقيقة وتطبيقاتها في التصميم كأجهزة تحكم، ويشمل البرنامج كذلك التدريب على الصيانة الالكترونية.

### قسم التقنية الميكانيكية
يهدف القسم إلى تدريب المتدربين على الأجهزة الحديثة ويتكون من عدة تخصصات كتخصص محركات ومركبات والذي يعني بالمهارات الأساسية المتعلقة بأنظمة ومكونات السيارات وطرق عملها، ومبادئ وأساسيات عن كهرباء وإلكترونيات السيارات التي تساهم في معاونة المتدرب في مجال عمله، بالإضافة إلى المهارات التخصصية في مجال ميكانيكا المحركات والمركبات المتعلقة بتقنية الصيانة والإصلاح للمنظومات والمكونات الميكانيكية في السيارة بعد إجراء مجموعة من الاختبارات عليها.

### قسم تقنية الأعمال
يهدف القسم إلى إكساب المتدربين مجموعة من المهارات والمعارف والسلوكيات التي تساعدهم على التكيف مع بيئة العمل سواء في القطاع العام أو الخاص ويحتوى على تخصصات عدة منها تخصص الإدارة المكتبية يحث يهدف التخصص إلى تزويد المتدرب بالمعلومات والمهارات اللازمة لممارسة العمل في مجال الإدارة المكتبية وفق معايير المهارات المهنية، حيث يتعامل المتدرب مع امور ادارية متعددة كمعرفة كيفية إدارة مكتب المدير، والتعامل مع التقنيات الحديثة في مجال إدارة المكاتب، والتعامل مع الأفراد من داخل وخارج المنظمة وفقا للأساليب العلمية وكذلك تنظيم وإدارة أعمال السكرتارية المختلفة والقدرة على المشاركة في إدارة الموارد البشرية للمنظمة، كما يزود التخصص المتدرب بمعرفة كيفية التعامل مع نظم وبرامج الحاسب الآلي ونظم المعلومات الإدارية. كما ويضم القسم تخصص المحاسبة والذي يعنى بتزويد المتدرب بالمعلومات والمهارات اللازمة لممارسة العمل في مجال الحسابات وفق معايير المهارات المهنية منها على سبيل المثال الإلمام بتطبيق النظام المحاسبي باستخدام الحاسب لجميع الأنشطة التجارية، وتطبيق إجراءات الضبط الداخلي والرقابة المالية وتقويم المخزون، إضافة إلى القيام بتحديد وقياس تكلفة الإنتاج وإعداد الموازنات التخطيطية لجميع الأنشطة ومتابعة تنفيذها وكذلك مراجعة المستندات والدفاتر والسجلات وتطبيق قواعد المراقبة الداخلية، بالإضافة إلى تطبيق نظام الجودة الشاملة في مجال إدارة مكتب المدير.

### قسم الدراسات العامة
يعد قسم الدراسات العامة قسمًا مساندا للأقسام ذات التخصصات المختلفة، حيث يقدم من خلاله جميع المواد العامة التي تساعد المتدربين على استيعاب تخصصاتهم، حيث يحتوى على مواد غير تخصصية لكنها تعد مواد أساسية ومن الأمثلة عليها مواد اللغة الإنجليزية والرياضيات والفيزياء والثقافية الإسلامية وغيرها من المواد التي تشكل جزءا أساسيا من الخطة التدريبية للمتدرب بالكلية، كما يشرف القسم على إقامة الدورات والندوات الموجهة للمتدربين وكذلك المدربين.

## المرافق

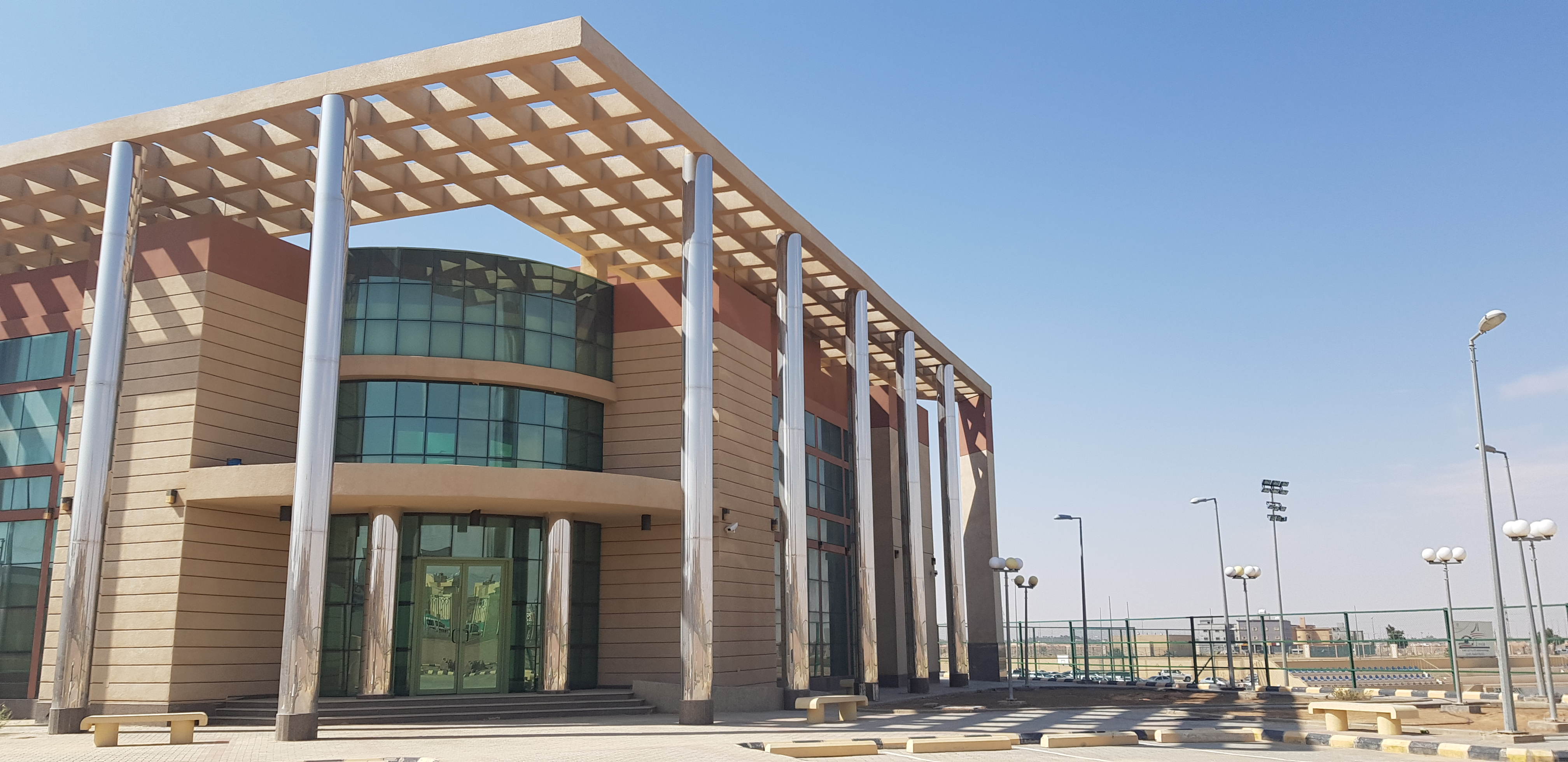
مبنى التدرب الالكتروني

### مبنى التدرب الإلكتروني
تحتوى الكلية على عدة معامل حاسوب ذات جودة عالية حيث تتوافق مع معايير إقامة مراكز اختبارات فيها كما ويحتوى المبنى على قاعات مناسبة لإلقاء المحاضرات أو الدورات إضافة إلى وجود عدد من غرف الاستوديو لبث المحاضرات الافتراضية.

### المكتبة
تشكل المكتبة مساحة هامة للمتدربين حيث تشكل مكانًا للبحث والاطلاع والمذاكرة، وتضم المكتبة مجموعة من الكتب المتنوعة إضافة لأجهزة الحاسوب وأماكن تتناسب مع الدراسة الدراسة والبحث والاستذكار.

### الملاعب الرياضية

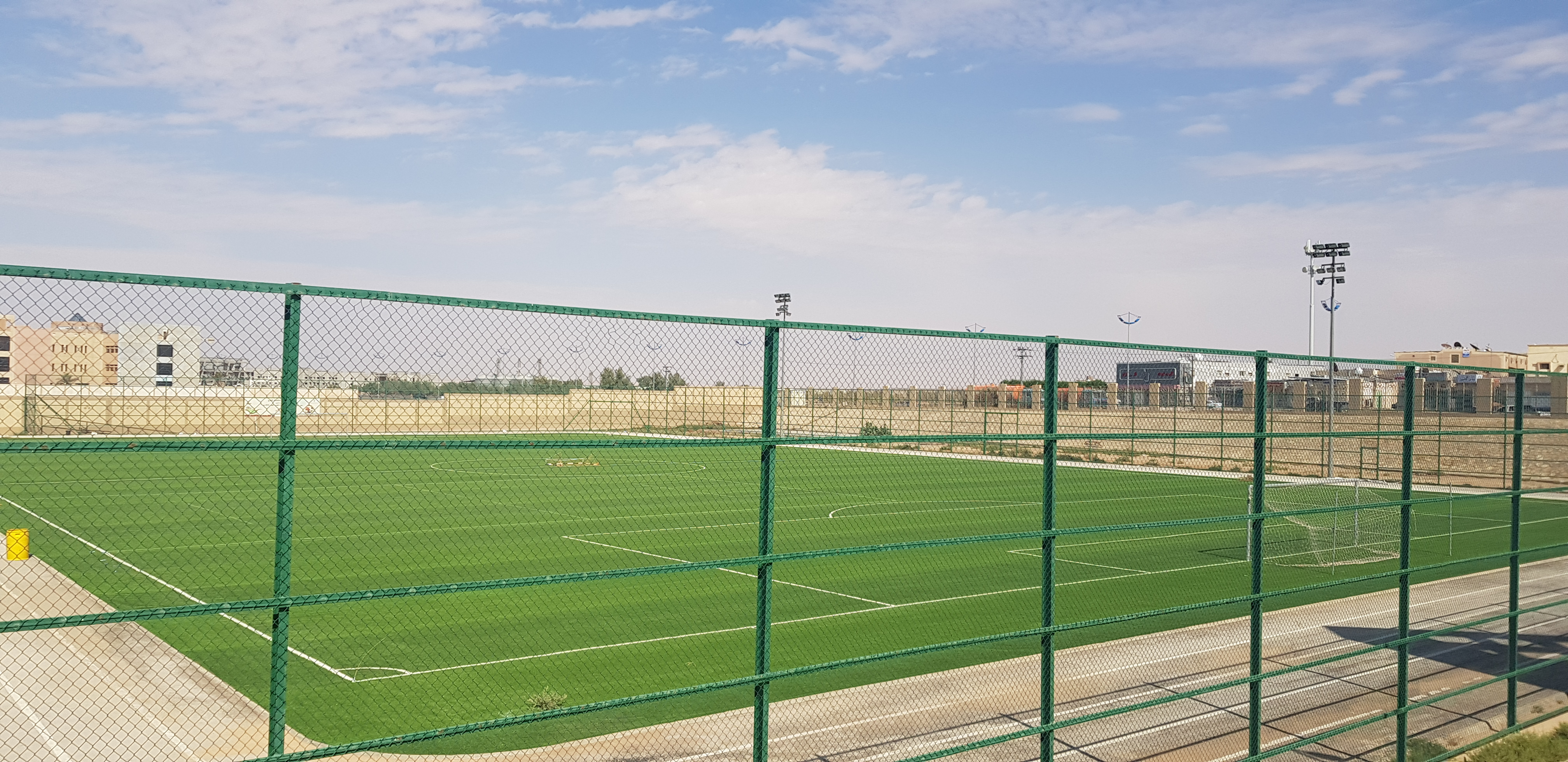
جانب من ملعب كرة القدم

تتميز الكلية بخدماتها الرياضية والتي تخدم المتدربين حيث تقام فيها مختلف المسابقات والأنشطة الرياضية من كرة القدم وكرة الطائرة والتنس وطاولات البلياردو. تضم الكلية ملعبًا لكرة القدم تجرى عليها البطولات الكروية على مستوى الكلية والمحافظة وكذلك المنطقة وذلك على مدار العام، وكذلك تتميز بوجود معلب لكرة السلة وكرة الطائرة.

### المسرح
تقام فيه حفلات الاستقبال والانشطة الثقافية المختلفة وحفلات التخرج بشكل سنوي وكذلك المسرحيات والجوانب الفنية المختلفة، كما اعتادت الكلية على تنظيم ملتقى للتوظيف فيه بشكل دوري وذلك لجذب الجهات التوظيفية لمخرجات الكلية.

## مركز الموهوبين
هو مركز لتشجيع ودعم الابتكارات وتقديم الدورات والبرامج التطويرية لمتدربي الكلية في مجال صناعة الروبوت والابتكارات وتقام فيه مسابقات الابتكار المختلفة، ويلعب المركز دورًا بارزًا في عدة مجالات واستضافت الكلية من خلاله مثلا عدة مسابقات وألومبياد للروبوت على مستوى الكليات والمعاهد التقنية والصناعية سعيًا إلى نشر ثقافة الروبوت والتعريف به، وتأهيل وتحفيز المشاركين من المدربين والمتدربين لاستخدام تقنيات الروبوت في الحياة العملية، وإكساب المشاركين المهارات العلمية والعملية التطبيقية في المجالات التخصصية المختلفة، وإيجاد بيئة تنافسية تهدف إلى بناء وتعزيز الثقة بالنفس، وتنمية مهارات التعاون مع فريق العمل الواحد. ويتكون المركز من:
- معمل للكهرباء والالكترونيات
- ركن للطاقه الكهربائية والشمسية
- ركن الربوت
- ركنان لعرض الابتكارات المتميزة

## المراكز
تضم الكلية عدة مراكز اختبارات وأكاديميات تدريب في مجالات تقنية ومهنية.
- اكاديمية سيسكو
- اكاديمية مايكروسوفت
- مركز اختبارات CIT (شهادة مهارات تقنية المعلومات) حيث يهدف بشكل مباشر إلى رفع مستوى القدرة على استخدام برمجيات الحاسب الآلي الأساسية وخدمات المكتب (office) واجراء اختبارات تقيس مدى كفاءة الشخص في ذلك.

## التدريب المسائي التطبيقي
تقدم الكلية الفرصة لدراسة مواد معينة للراغبين فيها من غير المنتمين للكلية، حيث تقام هذه البرامج وفق رسوم محددة وتقام المحاضرات في الفترة المسائية.